# Сердоболь (прам)
«Сердоболь» — прам Балтийского флота Российской империи.

## Описание судна
Один из пяти парусно-гребных двухдечных прамов с деревянным корпусом типа «Олифант», построенных в Санкт-Петербургском адмиралтействе. Длина судна по сведениям из различных источников составляла 35,15—35,2 метра, ширина — от 10,7 до 10,9 метра, а осадка от 2,92 до 3 метров. Вооружение судна в разное время могло состоять от 26 до 36-ти орудий, из которых восемнадцать 36-фунтовых орудий было установлено в нижнем деке и восемнадцать 18-фунтовых орудий в верхнем.

## История службы
Прам «Сердоболь» был заложен на стапеле Сердобольской верфи 27 февраля (10 марта) 1774 года и после спуска на воду 4 (15) мая 1776 года вошёл в состав Балтийского флота России. Строительство вели кораблестроители Климов и Скуваров. В 1777 году прам находился в Кронштадте.
В кампанию 1778 года в составе эскадры совершил плавание к Красной Горке для обучения экипажа, после чего вернулся в Кронштадт, где занял брандвахтенный пост. Во время практического плавания в 1778 году прамом командовал капитан-лейтенант Ф. И. Бачманов.
С 1779 и 1784 год вновь находился в Кронштадте и в плавания не выходил.
По окончании службы в 1785 году прам был разобран в Кронштадте.